# Régimen de control de tecnología de misiles

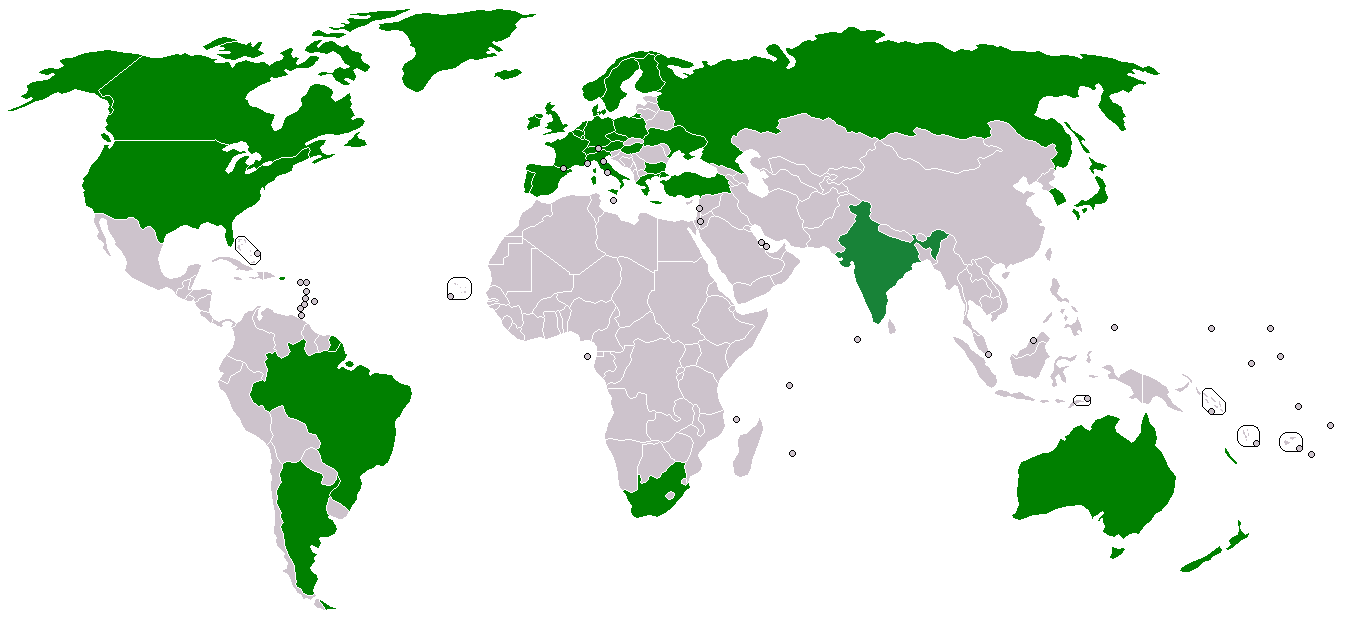
Miembros del MTCR

El Régimen de control de tecnología de misiles (en inglés: Missile Technology Control Regime, MTCR) es un régimen multilateral de control de exportaciones. Se trata de un entendimiento político informal entre 35 Estados miembros que busca limitar la proliferación de misiles y tecnología de misiles. El régimen fue formado en 1987 por los países industrializados del G-7. El MTCR busca limitar los riesgos de proliferación de armas de destrucción masiva (ADM) controlando las exportaciones de bienes y tecnologías que podrían contribuir a los sistemas vectores (distintos de los aviones tripulados) de dichas armas. En este contexto, el MTCR pone especial atención en cohetes y vehículos aéreos no tripulados capaces de entregar una carga útil de al menos 500 kilogramos (1100 lb) a un alcance de al menos 300 kilómetros (190 millas) y en equipos, software y tecnología para tales sistemas.
El MTCR no es un tratado internacional y no impone ninguna obligación legalmente vinculante a los socios (miembros). Más bien, se trata de un entendimiento político informal entre Estados que busca limitar la proliferación de misiles y tecnología misilística.